# Adelocephala eolus
Adelocephala eolus är en fjärilsart som beskrevs av Eugène Louis Bouvier 1927. Adelocephala eolus ingår i släktet Adelocephala och familjen påfågelsspinnare. Inga underarter finns listade i Catalogue of Life.